# Alagón (Fluss)

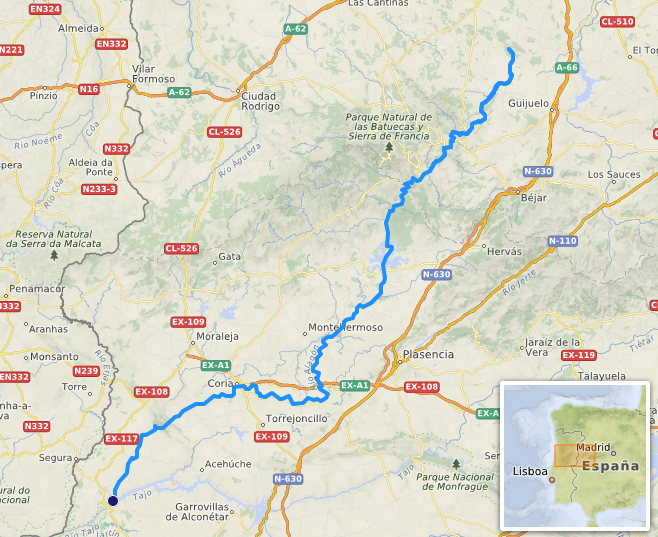
Lauf des Río Alagón

Der Río Alagón ist mit seinen rund 205 km Länge der längste Nebenfluss des Tajo. Er durchfließt die spanischen Provinzen Salamanca (Kastilien-León) und Cáceres (Extremadura) in südöstlicher Richtung.

## Verlauf
Der Río Alagón entspringt ca. 5 km nördlich der Ortschaft Frades de la Sierra in der Provinz Salamanca im Westen Spaniens. Am Ober- und Mittellauf fließt er durch sehr dünn bevölkerte Landstriche Kastiliens. Hinter Sotoserrano durchquert er in einem engen Tal den Naturpark Las Batuecas-Sierra de Francia. Am Mittellauf ist der Fluss in der Embalse de Gabriel y Galán aufgestaut (vom Stausee fast umschlossen ist die Halbinsel Granadilla mit der gleichnamigen Geisterstadt) und geht gleich darauf in den Stausee der Embalse de Valdebispo über. Etwa 50 km vor seiner Mündung fließt er an Coria vorbei, der mit ca. 12.500 Einwohnern größten Ansiedlung an seinem Lauf. Bei Alcántara in der Provinz Extremadura mündet er in den Tajo, wo beide Flüsse gemeinsam den Stausee der Embalse de Alcántara bilden.

## Nebenflüsse
|  | links - Río Sangusín - Río Cuerpo de Hombre - Río Ambroz - Río Jerte | rechts - Río Riofrío - Río Quilamas - Río Francia - Río Ladrillar - Río Hurdano - Río de los Ángeles - Río Árrago |

## Orte am Fluss
- Frades de la Sierra
- Monleón
- San Esteban de la Sierra
- Alagón del Río
- Coria

## Sehenswürdigkeiten
Beim Ort Sotoserrano quert eine Römerbrücke den Fluss; sie gehörte zum Wegenetz der Via de la Plata („Silberstraße“). Die Stadt Coria mit ihrer Burg, ihrer Kathedrale und dem nahegelegenen Bischofspalast (palacio episcopal), ihren Klöstern und Konventen und ihrem zentralen Platz gehört zu den schönsten Orten (Conjunto histórico-artístico) Spaniens. Auch das etwa 5 km westlich des Flusses gelegene Grenzstädtchen Zarza la Mayor lohnt einen Abstecher.